# Împăratul Norton
Joshua Abraham Norton (4 februarie 1818 – 8 ianuarie 1880), cunoscut sub numele de Împăratul Norton, a fost un cetățean din San Francisco, California, care în 1859 s-a autoproclamat „Norton I, Împărat al Statelor Unite”. Mai târziu, și-a și luat titlul secundar de „Protector al Mexicului”.
Născut în Anglia, Norton și-a petrecut mare parte din viața lui în Africa de Sud. După moartea mamei sale în 1846 și cea a tatălui său în 1848, el a navigat spre vest, ajungând în San Francisco, probabil, în noiembrie 1849.
Norton și-a câștigat existența inițial ca om de afaceri, dar și-a pierdut averea investind în orez peruvian. După ce a pierdut un proces în care a încercat să anuleze contractul cu producătorul de orez din Peru, notorietatea lui Norton s-a stins. El a reapărut în viața publică în septembrie 1859, pretinzând la poziția de Împărat al Statelor Unite ale Americii.
El nu avea nicio putere politică formală, dar, cu toate acestea, era tratat cu tot respectul în San Francisco, și avea monedă proprie emisă pe numele lui, care era onorată în unitățile pe care le frecventa. Deși unii l-au considerat nebun sau excentric, cetățenii din San Francisco sărbătoreau prezența lui „regală” și proclamațiile lui, cum ar fi ordinul său pentru dizolvarea forțată a Congresului și numeroase decrete de cerere de construcție a unui pod care să lege San Francisco de Oakland, și, respectiv, un tunel sub Golful San Francisco. 
Pe 8 ianuarie 1880, Norton s-a prăbușit în stradă și a murit înainte de a putea fi asistat medical. Peste 10.000 de oameni s-au aliniat pe străzile din San Francisco să-l omagieze la înmormântarea lui.:21
Norton a fost imortalizat ca sursă de inspirație pentru personaje din creațiile literare ale unor scriitori precum: Mark Twain, Robert Louis Stevenson, Christopher Moore, Morris și Goscinny, Selma Lagerlöf, și Neil Gaiman.

## Biografie

### Începuturi
Părinții lui au fost John Norton (d. august 1848) și Sarah Norden, care erau evrei din Anglia. Tatăl lui a fost un fermier și comerciant, și mama sa a fost o fiică a lui Avraam Norden și o soră a lui Benjamin Norden, un comerciant de succes. Familia s-a mutat în Africa de Sud la începutul anilor 1820, ca parte a unui sistem de colonizare sprijinit de guvern. Cel mai probabil, Norton s-a născut în Kentish, Deptford, care face astăzi parte din Londra.
Din punct de vedere istoric, se susține adesea că Joshua Norton a ajuns în San Francisco pe o navă, Franzeska, pe 23 noiembrie 1849; că el a venit cu 40.000 de dolari, în totalitate sau în parte, o moștenire din averea tatălui, bani pe care i-a transformat într-o avere de 250.000 de dolari. Nici unul dintre acest lucru nu este dovedit de documentările contemporane. Tot ceea ce se știe este faptul că, după ce Norton ajuns în San Francisco, s-a bucurat de o afacere de succes în piețele de mărfuri și în speculații imobiliare, și că până la sfârșitul anului 1852, el era unul dintre cei mai prosperi, respectați cetățeni ai orașului.
În decembrie 1852, Norton a crezut că a văzut o oportunitate de afaceri, atunci când China se confrunta cu o foamete severă care a determinat interzicerea exportului de orez, provocând o explozie în prețul orezului în San Francisco, de la 9, la 79 de cenți pe kilogram. Când a auzit ca nava Glyde, care se întorcea din Peru, transporta 91.000 de kilograme de orez, a cumpărat întregul lot pentru 25.000 de dolari (sau douăsprezece și jumătate de cenți pe livră), în speranța de a lua cu asalt piața.
La scurt timp după ce a semnat contractul, mai multe alte vase cu orez sosiseră din Peru, provocând scăderea prețului de orez la trei cenți pe kilogram. Norton a încercat să anuleze contractul, spunând că furnizorul de orez l-a indus în eroare cu privire la calitatea produsului. Din 1853 până la 1857, Norton și furnizorul de orez au fost implicați într-un litigiu prelungit. Deși Norton a avut câștig de cauză în instanțele inferioare, când a ajuns la Curtea Supremă din California, aceasta s-a pronunțat împotriva lui Norton. Mai târziu, Banca Lucas Turner și Asociații a pus sechestru pe proprietățile sale imobiliare din North Beach, San Francisco pentru a plăti datoria lui Norton. El a declarat faliment și din 1858 a început să trăiască în condiții precare.

### Declarația de împărat

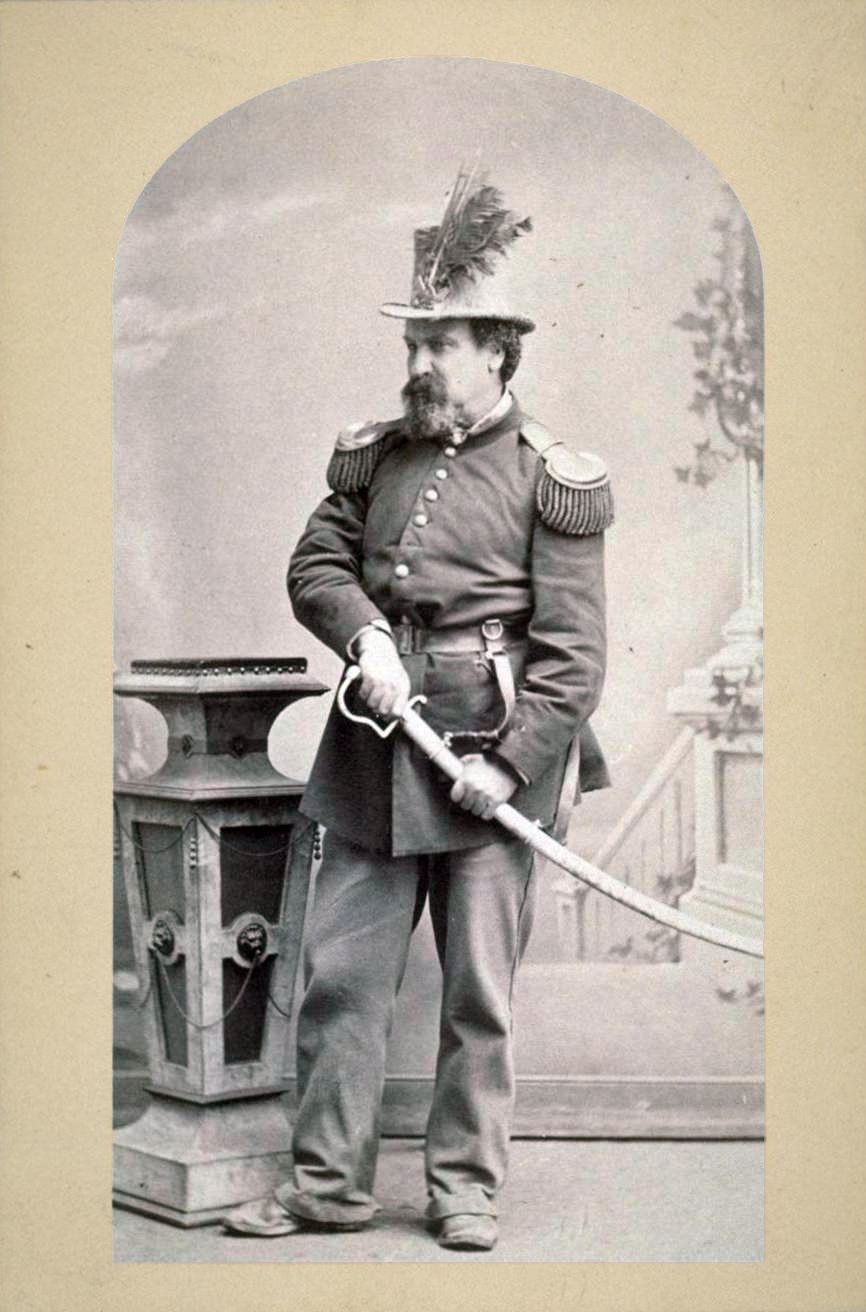
Împăratul Joshua Norton, în plină regalia militară, cca. 1880.

Prin 1859, Norton a devenit complet nemulțumit cu ceea ce el a considerat inadvertențe ale structurilor juridice și politice ale Statelor Unite. Pe 17 septembrie 1859, a luat taurul de coarne și a început să distribuie scrisori la diverse ziare din oraș, proclamându-se „Împărat al Statelor Unite”:
„La solicitarea imperativă și la dorința unei mari majorități a cetățenilor acestor State Unite, eu, Joshua Norton, anterior din Golful Algoa, Capul Bunei Speranțe, și acum, în ultimii 9 ani și 10 luni din S.F., Cal., mă declar și proclam Împăratul acestor S.U.; și în virtutea autorității investite în mine în această privință, ordon și direcționez reprezentanții diferitelor state ale Uniunii să se adune în Sala Muzicală din acest oraș, în ziua de 1 februarie următoare, atunci și acolo să facă astfel modificări la legile existente ale Uniunii, lucru care ar putea ameliora răul din țara asta, astfel crescând încrederea, atât la nivel intern cât și în străinătate, în stabilitatea și integritatea noastră.”—NORTON I, Împăratul Statelor Unite ale Americii.
Anunțul a fost retipărit pentru efect comic, de către editorul de la Buletinul de San Francisco.
Norton a adăugat mai târziu „Protector al Mexicului” la acest titlu. Astfel și-a început fără-precedenta și capricioasa „domnie” de 21 de ani peste America.

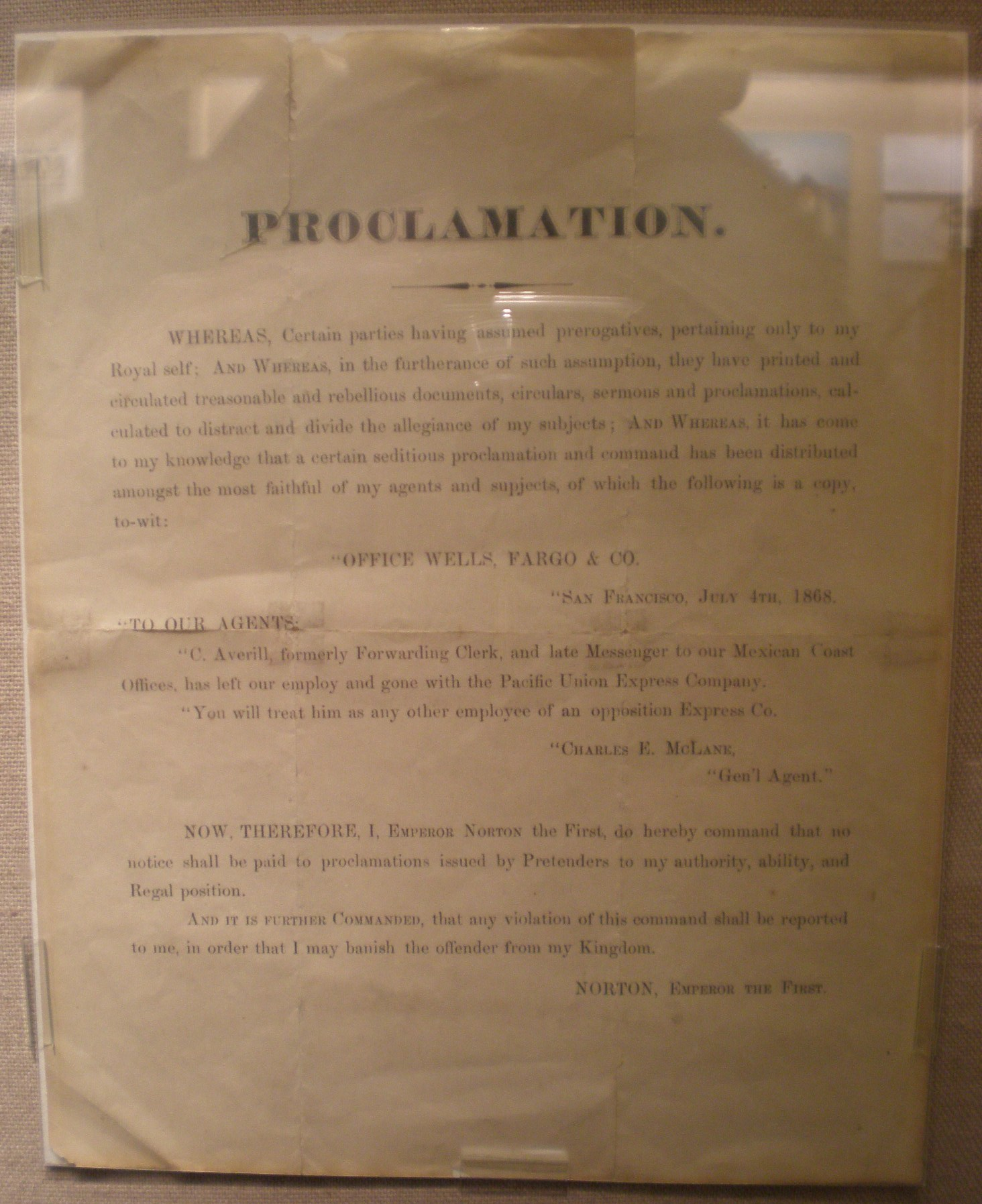
Una dintre proclamațiile lui Norton.

În calitatea sa de împărat auto-numit, Norton a emis numeroase decrete privind chestiuni de stat, inclusiv, cel de pe 12 octombrie 1859, un decret pentru abolirea formală a Congresului Statelor Unite ale Americii. În el, Norton nota:
„...frauda și corupția împiedică o exprimare corectă și propice a vocii publice; că se produc în mod constant încălcări ale legilor, cauzate de mulțimi, partide, fracțiuni și de influența necuvenită a sectelor politice; că cetățeanul nu are acea protecție a persoanei și a bunurilor la care are dreptul.
”Norton a ordonat ca toate partidele interesate să se adune la Platt's Music Hall în San Francisco, în februarie 1860, pentru a „remedia răul mai sus amintit”.

Într-un decret imperial din luna următoare, Norton a chemat Armata să-i detroneze pe oficialii aleși ai Congresul SUA:
„ÎNTRUCÂT, un grup de oameni care se numesc Congresul Național sunt acum în ședință la Washington City, încălcând edictul nostru imperial din 12 octombrie, ce declara că acest Congres a fost anulat; ÎNTRUCÂT, este necesar pentru liniștea Imperiului nostru ca decretul menționat să fie respectat cu strictețe; ACUM, prin urmare, noi ordonăm și direcționăm pe generalul-maior Scott, comandantul armatei noastre, imediat după primirea acestui fapt, decretul nostru, să continue cu o forță potrivită și să golească Sala Congresului.”
Ordinele „Împăratului” au fost ignorate de către Armată, iar Congresul, de asemenea, a continuat fără recunoașterea oficială a decretului. Prin alte decrete din 1860 a ordonat dizolvarea republicii și le-a interzis adunarea membrilor fostului Congres. Lupta lui Norton împotriva liderilor aleși în America a persistat pentru tot restul vieții sale. În speranța de a rezolva multele dispute care au dus la Războiul Civil, în 1862 Norton a emis un mandat, cerând atât Bisericii Romano-Catolice cât și celei Protestante rânduirea sa publică drept „Împărat”.
După ce încercările lui de a răsturna guvernul ales au fost ignorate, Norton și-a îndreptat atenția spre alte aspecte, atât politice, cât și sociale. Pe 12 august 1869, „fiind dornic de atenuare a disensiunilor conflictelor de partid existente acum în tărâmul nostru”, a declarat abolirea partidelor Democrat și Republican.

Norton a fost, ocazional, un vizionar, și unele dintre Decrete Imperiale au dat dovadă de puteri clarvăzătoare. El a emis instrucțiuni pentru a forma o Ligă a Națiunilor, și a interzis, în mod explicit, orice formă de conflict între religii sau secte. De asemenea, acest „împărat” a mai dat un decret spre construirea unui pod sau tunel de legătură între Oakland și San Francisco, mai târziu, decretele sale devenind din ce în ce mai iritate de lipsa de ascultare promptă a autorităților:
„ÎN VEDEREA faptului că am emis decretul nostru, ordonând cetățenilor din San Francisco și Oakland fonduri adecvate pentru studiul unui pod suspendat de la Oakland Point prin Insula Goat; și pentru un tunel; și pentru a stabili care este cel mai bun proiect; și întrucât cetățenii menționați au ignorat până acum observația noastră; și întrucât suntem hotărâți că autoritatea noastră va fi pe deplin respectată; acum, prin urmare, comandăm arestarea de către armată a ambelor Camere de Edili, dacă persistă în neglijarea decretelor noastre. Dată prin mâna și sigiliul nostru regal de la San Francisco, această zi de 17 septembrie 1872.

”Mult timp după moartea lui, structuri similare au fost construite, precum podul San Francisco–Oakland Bay și Transbay Tub, și au avut loc campanii pentru a-l redenumi „Podul Împăratul Norton”.

### Actele Imperiale

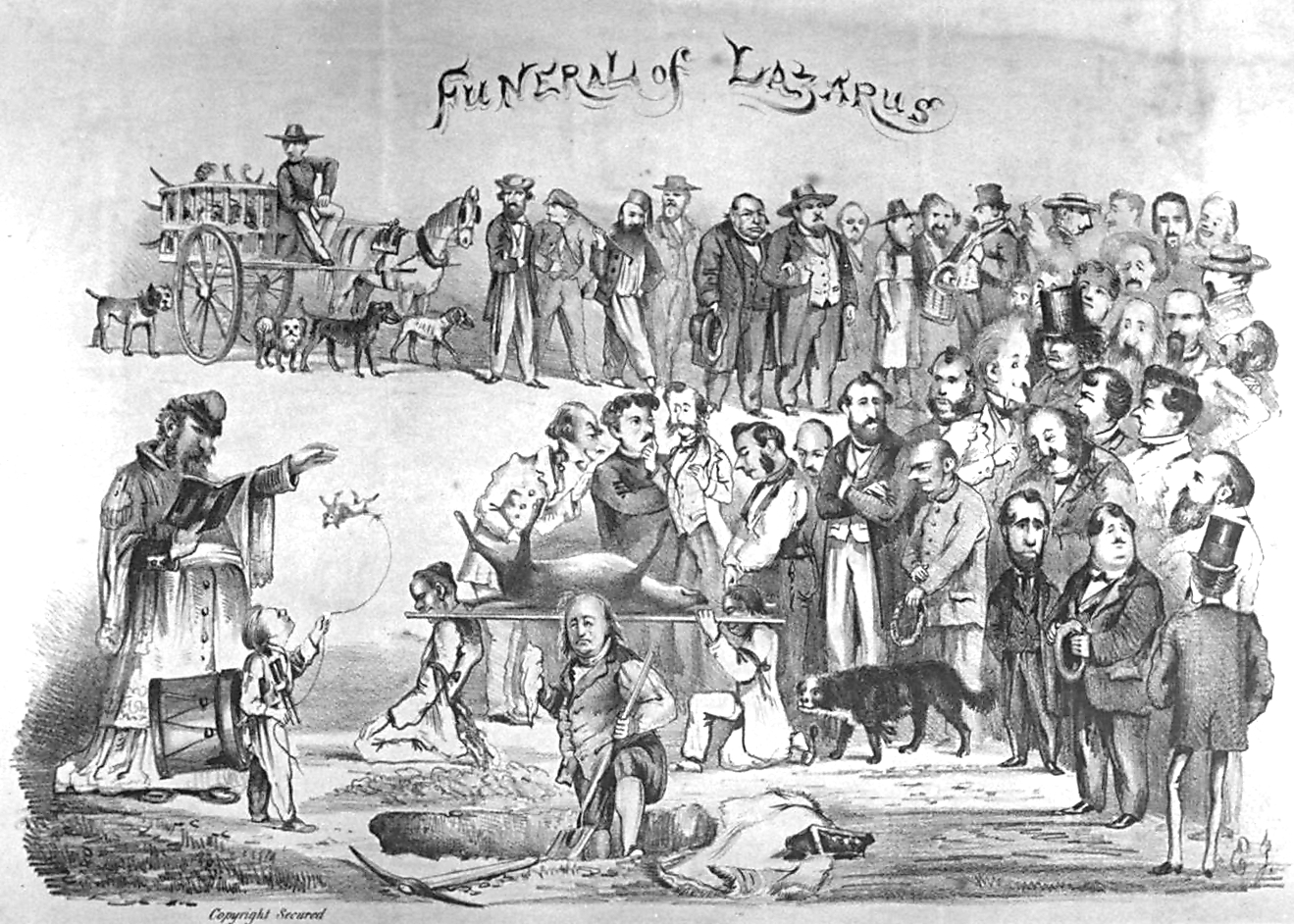
O reprezentare fantezistă a lui Norton îmbrăcat ca Papa la înmormântarea câinelui Lazăr.

Norton își petrecea zilele inspectând străzile din San Francisco într-o elaborată uniformă albastră cu epoleți placați cu aur, primită de la ofițeri ai Armatei Statelor Unite. De asemenea, el purta o pălărie de castor decorată cu pene de păun și o rozetă. Îmbunătățea frecvent această ținută regală cu un baston sau o umbrelă. În timpul inspecțiilor, Norton examina starea trotuarelor și a tramvaielor, starea de întreținere a proprietății publice, și aspectul ofițerilor de poliție. Norton, de asemenea, dădea frecvent lungi expoziții filosofice pe o varietate de subiecte pentru oricine dorea să audă.
Între anii 1860 și 1870, au avut loc mai multe demonstrații anti-Chineze, revolte chiar, uneori având victime, în cele mai sărace cartiere din San Francisco. În timpul unui incident, Norton s-ar fi poziționat între protestatari și chinezi; cu capul plecat, el a început să recite Tatăl Nostru  în mod repetat până când protestatarii s-au dispersat fără incidente.
Un zvon lansat de caricaturistul devotat al lui Norton, Ed Sari, susține că „Împăratul” a avut doi câini, Bummer și Lazăr, care erau, de asemenea, celebrități ale orașului. Deși el nu deținea câini, Norton mânca la cantine gratuite unde împărțea mâncarea cu câinii.

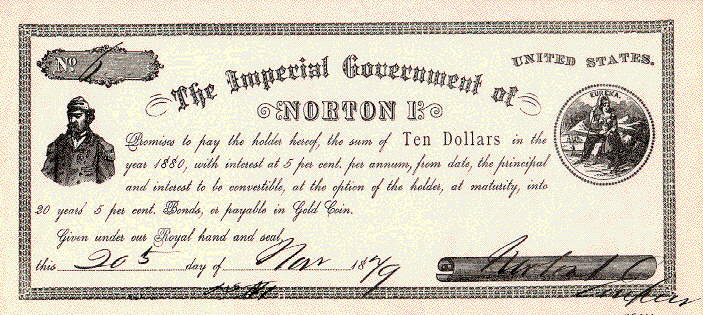
O bancnotă de zece dolari emisă de Guvernul Imperial al lui Norton I.

În 1867, un polițist pe nume Armand Barbier l-a arestat pe Norton pentru a-l interna forțat la o unitate psihiatrică pe motiv de tulburare mentală. Arestarea sa i-a indignat pe cetățeni și a stârnit editoriale usturătoare în ziare. Șeful poliției, Patrick Crowley, a ordonat eliberarea lui Norton  și a emis scuze oficiale din partea poliției. Crowley a scris că „el nu a vărsat sângele nimănui; nu a jefuit pe nimeni; și nici nu a jefuit vreo țară, ceea ce este mai mult decât poate fi spus despre semenii săi." Norton a acordat o Iertare Imperială polițistului rătăcitor. Din acel moment, ofițerii de poliție din San Francisco l-au salutat pe Norton de fiecare dată când trecea pe stradă. Norton a primit unele simboluri de recunoaștere pentru statutul lui. Recensământul din 1870 lista un Joshua Norton de 50 de ani, domiciliat la 624 Commercial Street; ocupația lui a fost listată ca "Împărat". Menționa de asemenea că acesta era nebun.
Norton a emis, de asemenea, propriii săi bani pentru a-și plăti datoriile, care au devenit o acceptați ca monedă locală în San Francisco. Aceste bancnote au venit în cupiuri între cincizeci de cenți și zece dolari; puținele bancnote care au supraviețuit sunt obiecte de colecție. Orașul San Francisco, de asemenea, l-a onorat pe Norton. Când uniforma sa a început să se ponosească, Consiliul de Supraveghere al orașului i-a cumpărat un corespunzător substitut regal. Norton le-a trimis un amabil "mulțumesc" și a emis un "brevet de noblețe în permanență" pentru fiecare supraveghetor.

### Ultimii ani de viață și moartea

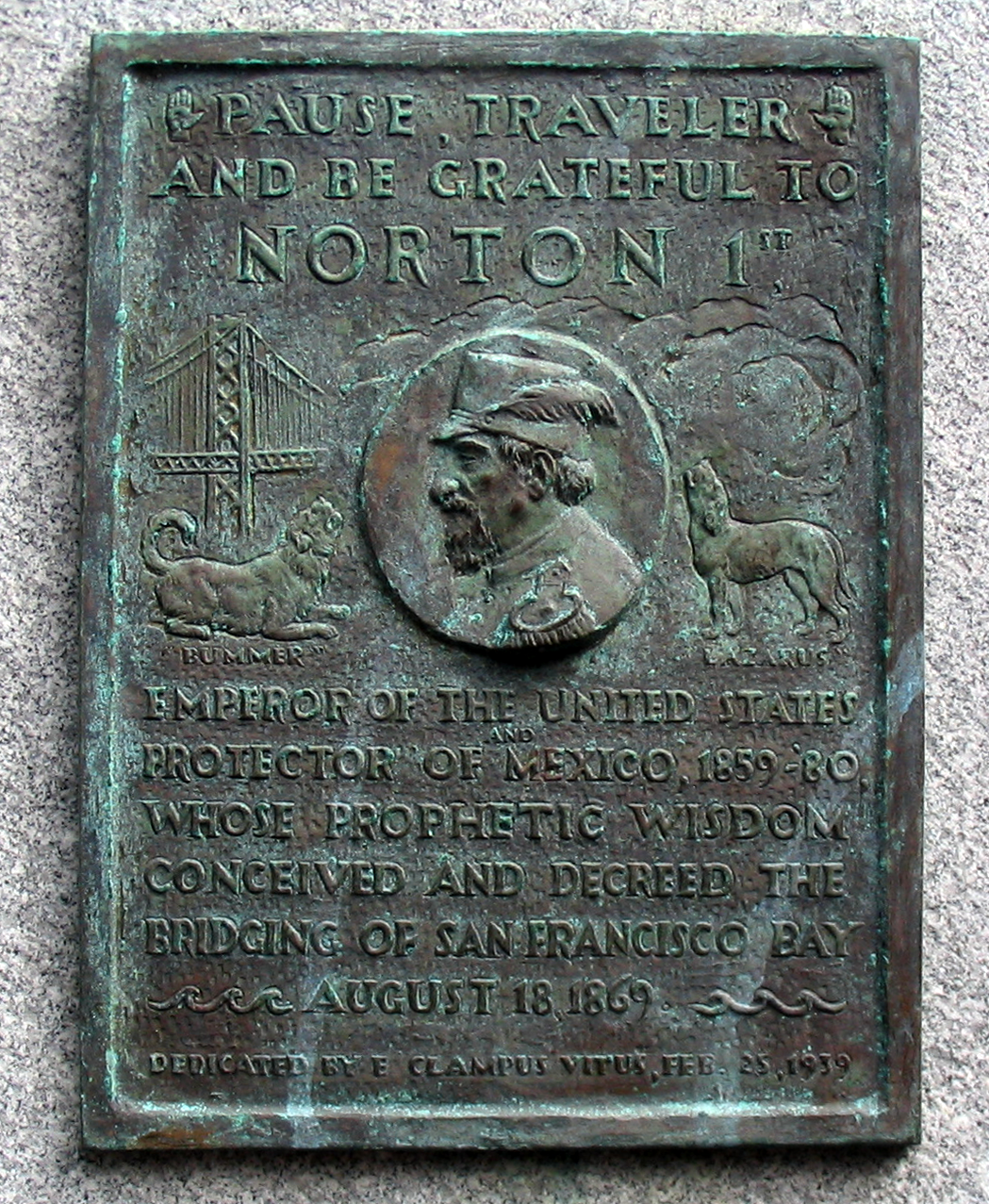
Acestă placă comemorativă 1939 menționează rolul lui Norton I în istoria podului Bay.

Norton a fost subiectul a numeroase povești; o poveste populară sugera că el ar fi fost fiul Împăratului Napoleon al III-lea, și că faptul că pretindea că vine din Africa de Sud era un șiretlic pentru a preveni persecuția. Sugestii potrivit cărora Norton ar fi trebui să se căsătorească cu Regina Victoria cu greu pot fi luate în serios, deși se spune el că s-a întâlnit cu Împăratul Pedro al II-lea al Braziliei. Zvonuri circulau, de asemenea, că Norton a fost extrem de bogat—prefăcându-se sărac doar pentru că era zgârcit.
În seara zilei de 8 ianuarie 1880, Norton s-a prăbușit în colțul dintre California Street și Dupont Street (acum Grant Avenue) în fața Bisericii Old St. Mary , în timp ce mergea la o prelegere la Academia de Științe din California. Prăbușirea lui a fost imediat observată și, potrivit paginii 3 a necrologului zilei următoare din ziarul Morning Call, „ofițerul de poliție de gardă s-a grăbit să cheme o trăsură care să-l ducă la spital.”. Norton a murit înainte ca trăsura să poată ajunge. Ziarul a raportat, în necrologul său, că, "Pe trotuarul împuțit, în întunericul unei nopți fără lună, sub picături de ploaie...Norton I, prin harul lui Dumnezeu, Împărat al Statelor Unite și Protector al Mexicului, a trecut în neființă.”
Două zile mai târziu, ziarul San Francisco Chronicle a dedicat pagina 8 unui articol despre înmormântarea Împăratul Norton, cu titlul „Le Roi Est Mort.”
A devenit repede evident că, contrar unor zvonuri, Norton a murit într-o sărăcie deplină. Cinci sau șase dolari în bani mărunți au fost găsiți asupra sa, și în camera lui de la casa internatului de pe Strada Comercială s-au găsit: un singur suveran de aur, atunci în valoare de aproximativ 2,5 dolari; colecția de bastoane; sabia lui ponosită; o varietate de articole de purtat pe cap (inclusiv un joben, o pălărie derby și un chipiu de armată roșu-dantelat); un franc francez din 1828; și o mână de obligațiuni Imperiale pe care le vindea turiștilor la o dobândă fictivă de 7%. Au fost găsite telegrame false care pretindeau a fi de la Împăratul Alexandru al II-lea al Rusiei, felicitându-l pe Norton pentru viitoarea căsătorie cu Regina Victoria, și una de la Președintele Franței, în care se spunea că o astfel de uniune ar fi dezastruoasă pentru pacea mondială. De asemenea, au fost găsite și scrisorile sale către Regina Victoria și 98 de acțiuni de la o fostă mină de aur.
Aranjamente funerare inițiale prevedeau un sicriu simplu de cerșetor, făcut din brad roșu de coastă. Cu toate acestea, membrii Pacific Club, o asociație a oamenilor de afaceri din San Francisco, a pus la punct un fond care a asigurat un frumos sicriu din lemn de trandafir și aranjarea unei ceremonii de adio demnă. Solemna, trista și marea lui înmormântare a avut loc pe 10 ianuarie, duminica. „Toate clasele sociale, de la capitalist la cerșetor, de la preot la hoț de buzunare, de la doamne bine-îmbrăcate până la paria societății” au venit să-l omagieze pe „împărat”. Se spune că peste 10.000 de oameni s-au aliniat pe străzi, cortegiul funerar având 5 km lungime.:21 Norton a fost îngropat în Cimitirul Masonic, pe cheltuiala orașului San Francisco.
În 1934, rămășițele Împăratului Norton au fost transferate la un mormânt în Cimitirul Woodlawn, în Colma.